# Georg Wilhelm von Ditmar

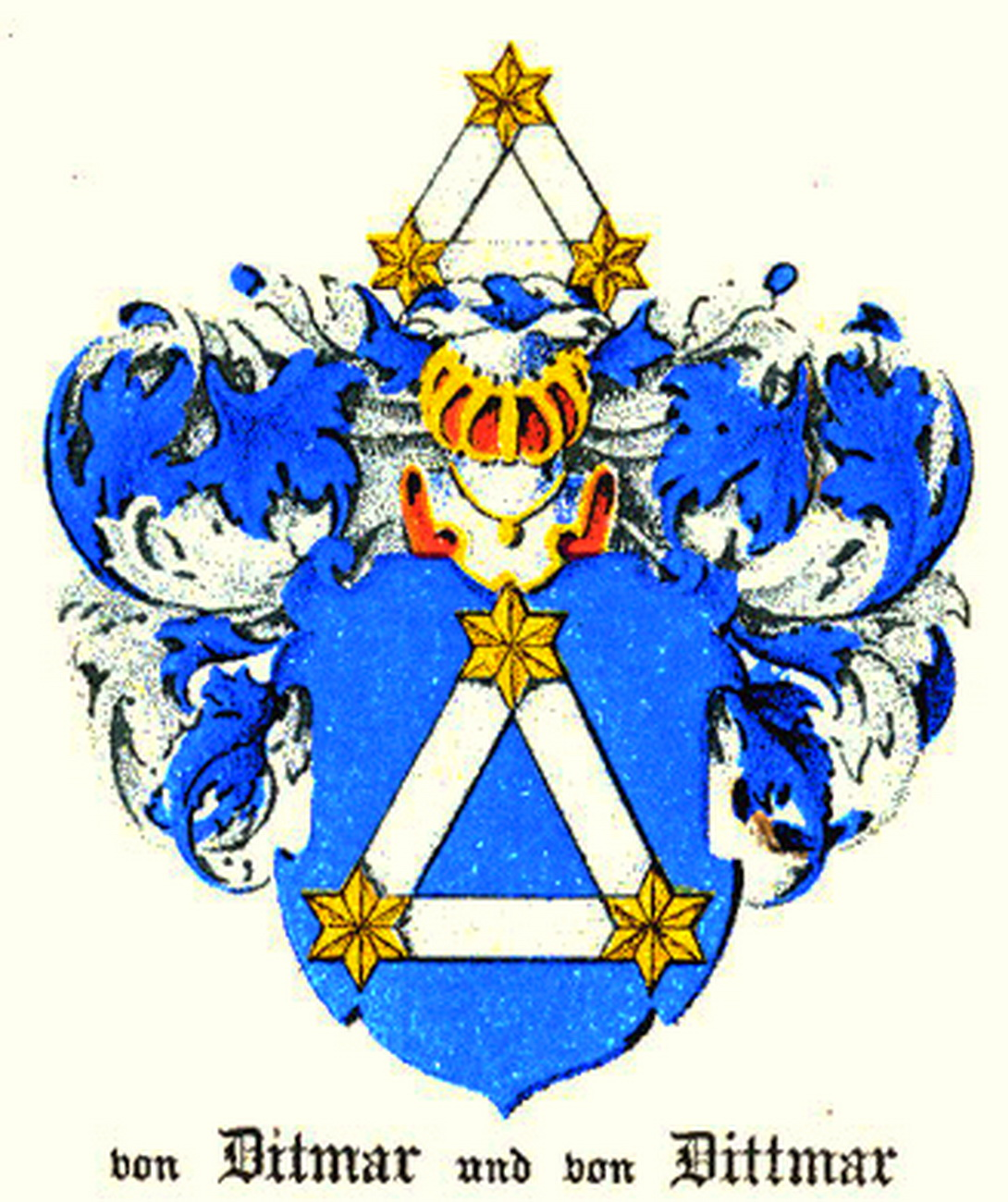
Wappen der Adelsfamilie von Ditmar

Georg Wilhelm von Ditmar (* 18. Juni 1789 in Pleskau, Russland; † 7. Juni 1852 in Arensburg, Estland), Herr auf  Clausholm, war ein öselscher Freiherr, russischer Generalmajor und Landmarschall von Ösel.

## Werdegang
Seine militärische Karriere begann 1807 als Fähnrich im Pavlovschen Garderegiment der kaiserlich-russischen Armee. Von 1807 bis 1814 war er Teilnehmer an den Feldzügen gegen Frankreichs Napoleon. Ab 1816 war er Oberstleutnant und diente im Uglitschen Infanterie-Regiment, dessen Kommandeur er von 1818 bis 1829 war. Dann wurde er zum Generalmajor befördert und wurde Brigadekommandeur im V. Infanterie-Korps. Während des polnischen  Novemberaufstandes  war er Kommandeur der 15. Infanterie-Division.
Danach wurde er aus dem Militärdienst verabschiedet und begab sich auf seine Güter auf der Insel Ösel. 1833 erhielt er das öselsche Indigenat und am 17. Dezember 1833 wurde er in die Adelsmatrikel der Öselschen Ritterschaft aufgenommen. Von der Ritterschaft wurde von 1842 bis 1849 zum öselschen Landmarschall gewählt.

## Herkunft und Familie
Georg Wilhelm stammte aus der Adelsfamilie von Ditmar, die auf der estländischen Insel Ösel ansässig war. Sein Vater war der russische Major und Regierungsrat Kaspar Ludwig von Ditmar (* 12. September 1742 in Peude, † 4. Dezember 1793 in Reval), der mit Elisabeth Charlotte von Buxhoeveden (1747–1826) verheiratet war. Georg Wilhelm v. D. heiratete 1819 Wilhelmine Elisabeth von Möller (1801–1876), ihre Nachkommen waren:
- Konstantin (1819–1849), Sekretär des öselschen Kreisgerichts
- Sophie (1829–1867), verheiratet mit Eduard Baron von Saß auf Metzküll, Hofrat und Konventsdeputierter
- Adelheid (1836–1854)
- Napoleon (1834–1909) Herr auf Kiddemetz, Leutnant, Landrichter, Stadthauptmann von Arensburg, verheiratet mit Ottilie Sophie von zur Mühlen (1839–1902)
- Viktor (1836–1856) Junker im Leib-Grenadier-Regiment „König Friedrich Wilhelm III. von Preußen“[1]
- Wilhelmine (1840–1939),
- Mathilde (1840–1931) verheiratet mit Ernst Baron von Buxhoeveden, Herr auf Padel († 1884)
- Maximilian (Max) (1844–1880), Ordnungsrichter und Notar, verheiratet mit Magdalene Sophie von Buxhoeveden (1845–1879)